# Hygrophorus marzuolus
Hygrophorus marzuolus, también conocido como marzuela o seta de marzo, es un hongo basidiomiceto comestible, de la familia Hygrophoraceae,que habita en bosques mixtos. Es una seta temprana que aflora al principio de la primavera, justo después del deshielo, aunque es posible encontrarla en invierno cuando este es suave. Está considerada un excelente comestible. El basónimo de esta especie es Agaricus marzuolus Fr. 1821. 

## Descripción
El cuerpo fructífero de este hongo presenta un sombrero de unos 10 centímetros de diámetro, de forma irregular, bulboso y grueso, que se curva mucho hacia arriba cuando la seta madura. En ejemplares muy jóvenes es blanco, pero conforme madura se vuelve completamente gris y negruzco. Las láminas están bastante espaciadadas, son gruesas, cerosas y ligeramente decurrentes. El pie mide entre 4 y 8 centímetros de longitud y de 1,2 a 3 centímetros de diámetro, blanco al principio y gris cuando la seta madura. Es macizo y rechoncho. Su carne es gris bajo la cutícula del sombrerillo y blanca en el resto de la seta, con un olor sutil. La esporada en blanca.

## Posibilidades de confusión
Su seta es muy similar a la de Hygrophorus camarophyllus, cuyo cuerpo fructífero aparece en otoño y también es comestible.

## Imágenes

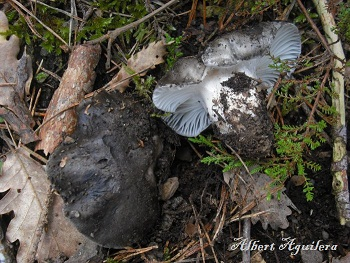
Hygrophorus marzuolus
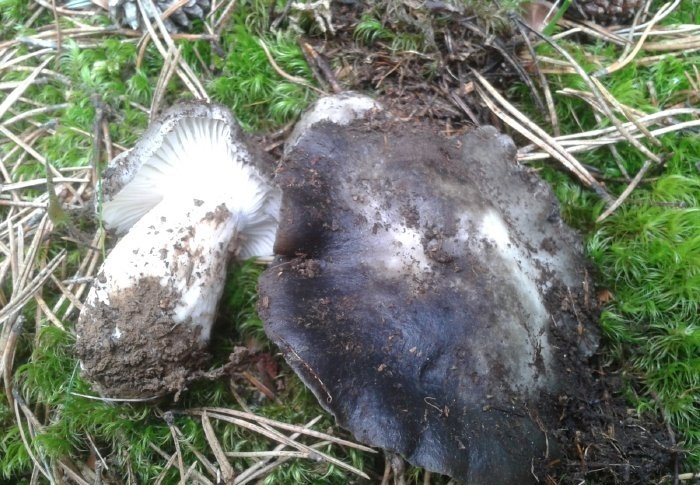
Seta de ardilla.
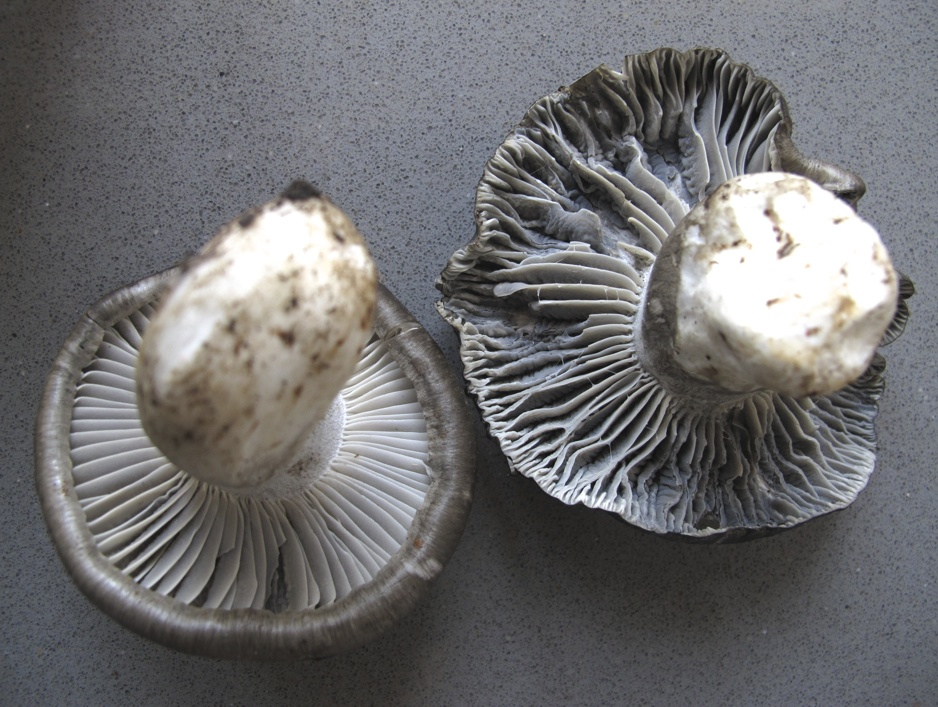
Marzuelo